# Джин Кеннеді Сміт
Джин Енн Кеннеді Сміт (англ. Jean Kennedy Smith; 20 лютого 1928, Бостон — 17 червня 2020, Нью-Йорк) — американська дипломатка і громадська діячка, посол США в Ірландії з 1993 по 1998 рік. Молодша сестра президента Сполучених Штатів Джона Кеннеді.

## Життєпис
Джин Енн Кеннеді народилася 20 лютого 1928 року (в 8-й день народження своєї сестри Кетлін) у Бостоні. До появи на світ у 1932 році брата Теда вона була наймолодшою дитиною в родині.
Закінчила Коледж Мангеттенвілль (в той час — Школа Священного Серця), де її кращими подругами були Еттель Скейкел і Джоан Беннет (майбутні дружини братів Джин Енн — Роберта і Теда).
Джин є засновником Very Special Arts (VSA), міжнародно визнаної некомерційної організації, присвяченої створенню суспільства, де люди з обмеженими можливостями можуть займатися будь-якими видами мистецтва. 2011 року за роботу в VSA президент Барак Обама нагородив її Президентською медаллю Свободи, найвищою цивільною нагородою країни.
Як посол в Ірландії, Сміт зіграла важливу роль у мирному процесі в Північній Ірландії як представник президента Білла Клінтона в Дубліні. Президент Ірландії Мері Макеліс, на знак визнання її служби в країні, присвоїла їй в 1998 році почесне ірландське громадянство.
2011 року була введена до Ірландсько-американської Зали Слави .
Остання на 2020 рік жива дитина з дев'ятьох дітей Джозефа і Рози Кеннеді.